# Knopbies
Knopbies (Schoenus nigricans) is een plant uit de cypergrassenfamilie (Cyperaceae). Het betreft een pollenvormende plant van 10-45 cm hoogte met gootvormige, grijzige bladeren en zwartbruine aren. Uitgebreide groeiplaatsen in duinvalleien vallen op dankzij hun typische grijze kleur. De vegetatiekundige Victor Westhoff betitelde dergelijke groeiplaatsen dan ook als een "grijze zee".

## Voorkomen in Nederland
Knopbies komt vrijwel uitsluitend voor in vochtige duinvalleien en ontziltende kweldervegetaties in duinen. De soort komt zowel voor in het Waddendistrict als in het Renodunaal District (de duinen van Bergen tot Cadzand). In het binnenland is recent slechts een groeiplaats gevonden in de Gelderse Vallei. De soort staat op de  Nederlandse Rode Lijst van planten als zeldzaam en sterk afgenomen.

## Knopbies-gemeenschap
Knopbies is een van de kensoorten van de plantengemeenschap van het Junco-baltici Schoenetum nigricantis, de knopbies-gemeenschap. Het betreft hier een plantengemeenschap van natte duinvalleien en ontziltende kwelders in de duinen van Nederland. De gemeenschap komt uitsluitend voor op kalkhoudende bodems of in terreinen waar kalk via het bodemwater naar de wortelzone van de planten wordt geleid. De knopbies-gemeenschap omvat zeldzame en deels beschermde plantensoorten, die karakteristiek zijn voor de duinen, onder meer parnassia (Parnassia palustris), moeraswespenorchis (Epipactis palustris), groenknolorchis (Liparis loeselii), vleeskleurige orchis (Dactylorhiza incarnata), zeegroene zegge (Carex flacca), drienervige zegge (Carex trinervis), noordse rus (Juncus balticus), armbloemige waterbies (Eleocharis quinqueflora) en sierlijk vetmuur (Sagina nodosa).

## Ecologie
In de aren van knopbies leven de larven van de microvlinder knopbiesparelmot (Glyphipterix schoenicolella), een Lepidoptera-soort. Ook is de knopbiesprachtvlieg (Herina palustris), een Diptera-soort aan knopbies gebonden.